# 射洪坝街道
射洪坝街道是中华人民共和国四川省成都市简阳市下辖的一个街道办事处。

## 行政区划
射洪坝街道下辖以下村级行政区划单位：
蜀阳社区、星光村、元灯村、射洪坝社区、解放村、水东村、铁堰村、筒车村、沱江村、东溪社区、二合村、奎星村、李坝村、凉水村、刘家村、新阳村、园艺场村和柳林村。